# Herb Thomas
Statistiques en NASCAR Cup Series
Dernière mise à jour : 13 décembre 2016 
 Herb Thomas est un pilote américain de NASCAR né le 6 avril 1923 à Olivia, Caroline du Nord, et mort le 9 août 2000.

## Carrière
Il participe aux neuf premières saisons de NASCAR entre 1949 et 1957 ainsi qu'en 1962 et remporte le championnat Grand National en 1951 et 1953. Il totalise 48 victoires et 156 top 10.
Il est notamment connu pour être la référence du personnage du film cars : Hudson Hornet ou « The Fabulous Hudson Hornet »